# Embolcall alcista
Un Embolcall alcista (en anglès: Bullish engulfing) és un patró d'espelmes japoneses format per dues espelmes que apareix en una tendència baixista i que indica un possible canvi de tendència; rep aquesta denominació perquè la segona espelma embolcalla completament l'anterior -ocupa tot el seu rang-. És un potent signe de canvi de tendència quan es confirma.

## Criteri de reconeixement
1. La tendència prèvia és baixista
2. Es forma una petita 1a espelma negra amb tancament proper al low
3. L'endemà s'obre a la baixa però immediatament es comença a pujar fins a tancar per sobre de l'obertura del dia antecedent, formant una gran espelma blanca el cos de la qual embolcalla completament pel cos de l'espelma negra prèvia (o inclús més espelmes negres anteriors); altrament si no arriba a embolcallar ni l'ombra superior precedent no és significatiu.
4. El volum de negociació del segon dia augmenta considerablement

## Explicació
La tendència del mercat era baixista però la força dels bears comença a decréixer l'endemà, perquè s'obre a prop del tancament previ i immediatament apareixen els bulls amb força i tanquen la sessió per sobre de l'obertura del dia anterior

## Factors importants
La mida relativa entre l'espelma negra i l'espelma blanca és important, perquè quan més petita sigui la negra i més gran sigui la blanca, més evidència de la força alcista. Aquest escenari pot portar massivament als bears a tancar curts, incrementant la possibilitat d'un canvi de tendència. La força dels bulls es confirmaria per un augment del volum de negociació i si l'espelma blanca embolcalla més d'una espelma negra antecedent. La confirmació el tercer dia hauria de ser en forma de gap alcista, una nova espelma blanca amb tancament superior, o un trencament de resistència. Com en tots els patrons d'espelmes japoneses, reforça la seva significació si aquest apareix en zones de gir com ara resitències o nivells de retrocés, fins al punt que un embolcall desubicat pot no tenir cap significació.